# Velencei-tó
Velencei-tó este o arie protejată (arie specială de conservare — SAC, sit de importanță comunitară — SCI) din Ungaria întinsă pe o suprafață de 1.082,13 ha, integral pe uscat.

## Localizare
Centrul sitului Velencei-tó este situat la coordonatele 47°11′52″N 18°33′47″E / 47.197778°N 18.563056°E.

## Înființare
Situl Velencei-tó a fost declarat sit de importanță comunitară în mai 2004 pentru a proteja 2 specii de plante și 7 specii de animale. Situl a fost protejat și ca arie specială de conservare în februarie 2010.

## Biodiversitate
Situată în ecoregiunea panonică, aria protejată conține 6 habitate naturale: Mlaștini calcaroase cu Cladium mariscus și specii de Caricion davallianae, Mlaștini turboase de tranziție și turbării mișcătoare, Păduri aluvionare cu Alnus glutinosa și Fraxinus excelsior (Alno-Padion, Alnion incanae, Salicion albae), Stepe și mlaștini sărate panonice, Lacuri și iazuri distrofice naturale, Pajiști aluvionare inundabile, de Cnidion dubii.
La baza desemnării sitului se află mai multe specii protejate:
- plante (2): Cirsium brachycephalum, moșișoare (Liparis loeselii)
- amfibieni (2): buhai de baltă cu burta roșie (Bombina bombina), triton cu creastă dobrogean (Triturus dobrogicus)
- mamifere (1): vidră de râu (Lutra lutra)
- nevertebrate (2): libelule (Leucorrhinia pectoralis), fluturele purpuriu (Lycaena dispar)
- pești (1): țipar (Misgurnus fossilis)
- reptile (1): țestoasa de baltă (Emys orbicularis)

Pe lângă speciile protejate, pe teritoriul sitului au mai fost identificate 7 specii de plante, 4 specii de păsări, 4 specii de amfibieni, 3 specii de mamifere, 1 specie de nevertebrate, 1 specie de reptile.